# Комплекс Капитолия в Чандигархе
Комплекс Капитолия в Чандигархе (хинди चंडीगढ़ कैपिटल कॉम्प्लैक्स) — комплекс административных зданий на окраине города Чандигарх на севере Индии, примерно в 240 км к северу от Дели.
Город Чандигарх пользуется международной известностью из-за своей необычной архитектуры. Чандигарх является одним из городов Индии, построенным с нуля на новом месте, после обретения Индией независимости (полномасштабное строительство началось в 1953 году). Автор проекта города — известный французский архитектор Ле Корбюзье.
В 2016 году Комплекс зданий Капитолия, вместе с еще 16 объектами архитектора Ле Корбюзье в семи странах мира, решением ЮНЕСКО были объединены в международный объект наследия ЮНЕСКО — Архитектурное наследие Ле Корбюзье.
Комплекс Капитолия состоит из трёх архитектурных строений: здания Секретариата, здания законодательной Ассамблеи и Дворца правосудия, все здания разделены широкими площадями. В самом центре комплекса установлена 26-метровая вращающаяся «Скульптура Раскрытой ладони», символизирующая девиз города: «готов отдать, готов принять!». Здания расположены у подножия Гималаев в квадрате 800 на 800 метров, вынесены за пределы городской черты и хорошо выделяются на фоне остальных городских построек.
* Здание Секретариата (1953—1959 годы строительства) — выполнено из монолитного бетона, имеет высоту 42 метра и длину 254 метра. По своему плану напоминает другую работу Корбюзье здание «Жилая единица» в Марселе. Фасад здания проектировался согласно системе пропорций модулор. При отделкe здания имели место первые архитектурные эксперименты с пластмассами, которые до этого в строительстве не задействовались.
* Здания законодательной Ассамблеи — выполнено из монолитного бетона. Состоит из двух основных залов для двух палат правительства соответственно. Потолки обоих залов оформлены необычно. Один представляет собой маленький тетраэдр, другой же намного выше и имеет цилиндрическую форму и, кажется, пробивает потолок как гигантский дымоход. Фасад здания, украшенный колоннами, выходит на искусственный водоем.
* Дворец правосудия (1951—1957 годы строительства) — выполнен из монолитного бетона. Является действующим зданием, в котором располагается Верховный суд штатов Пенджаба и Харьяны. Представляет собой огромную бетонную коробку, которая окантовывает внутреннее основное здание с целью создания тени.
* Скульптура Раскрытой ладони — символический вращающийся на ветру памятник в виде открытой ладони. Выполнен из металла, имеет высоту 26 метров и весит около 50 тонн. Является символом «мира и примирения».
В своей работе Корбюзье стремился соединить индийскую философию и западную градостроительную мысль.

## Галерея

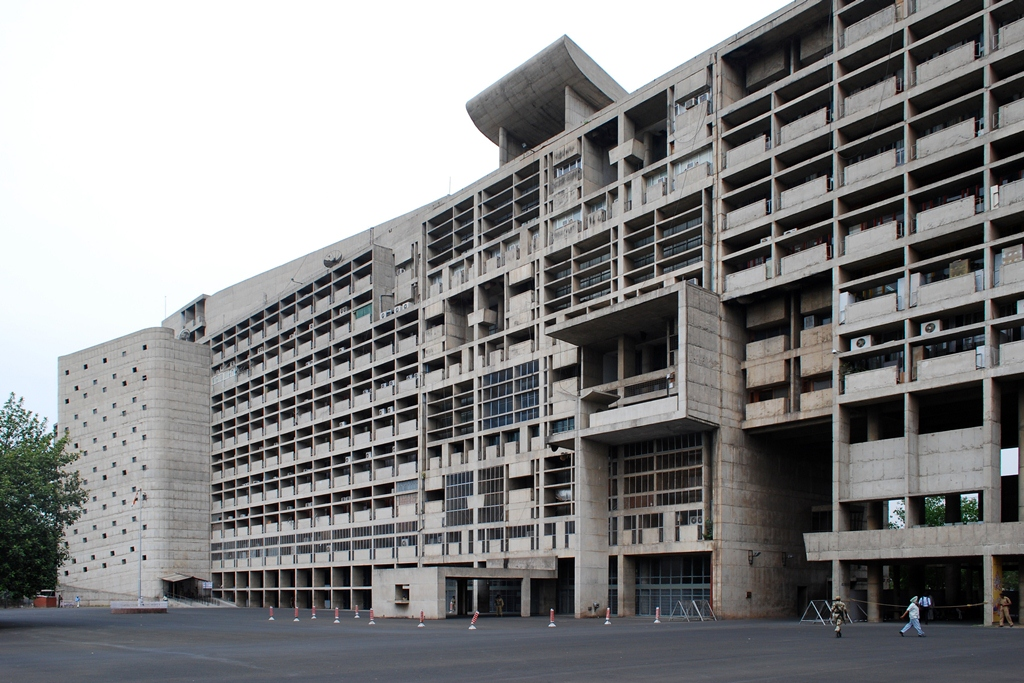
Здание Секретариата
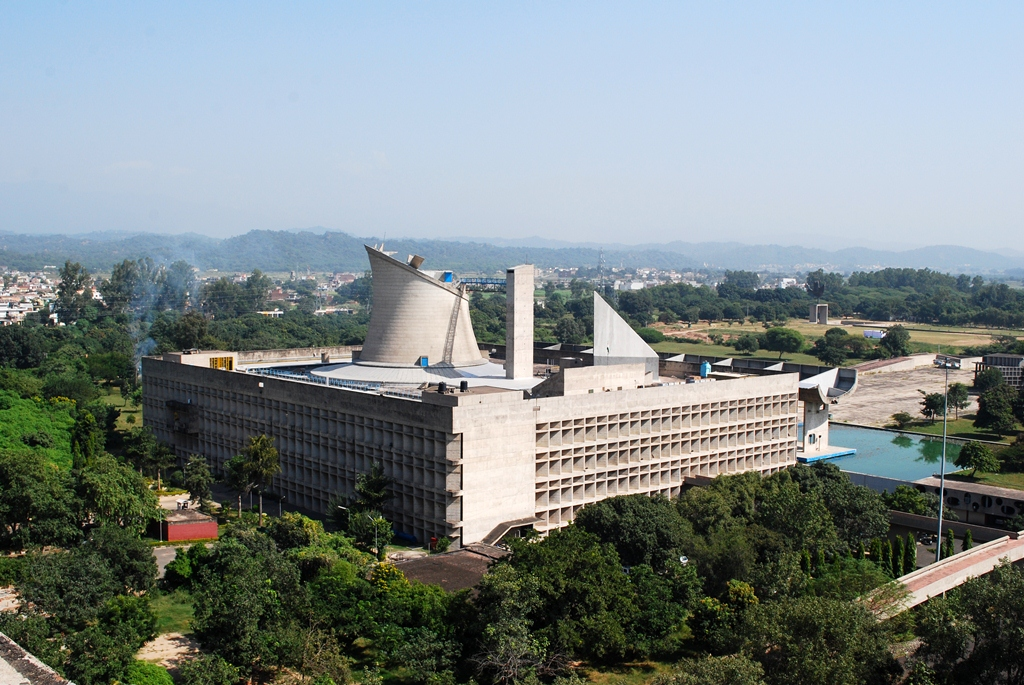
Здания законодательной Ассамблеи
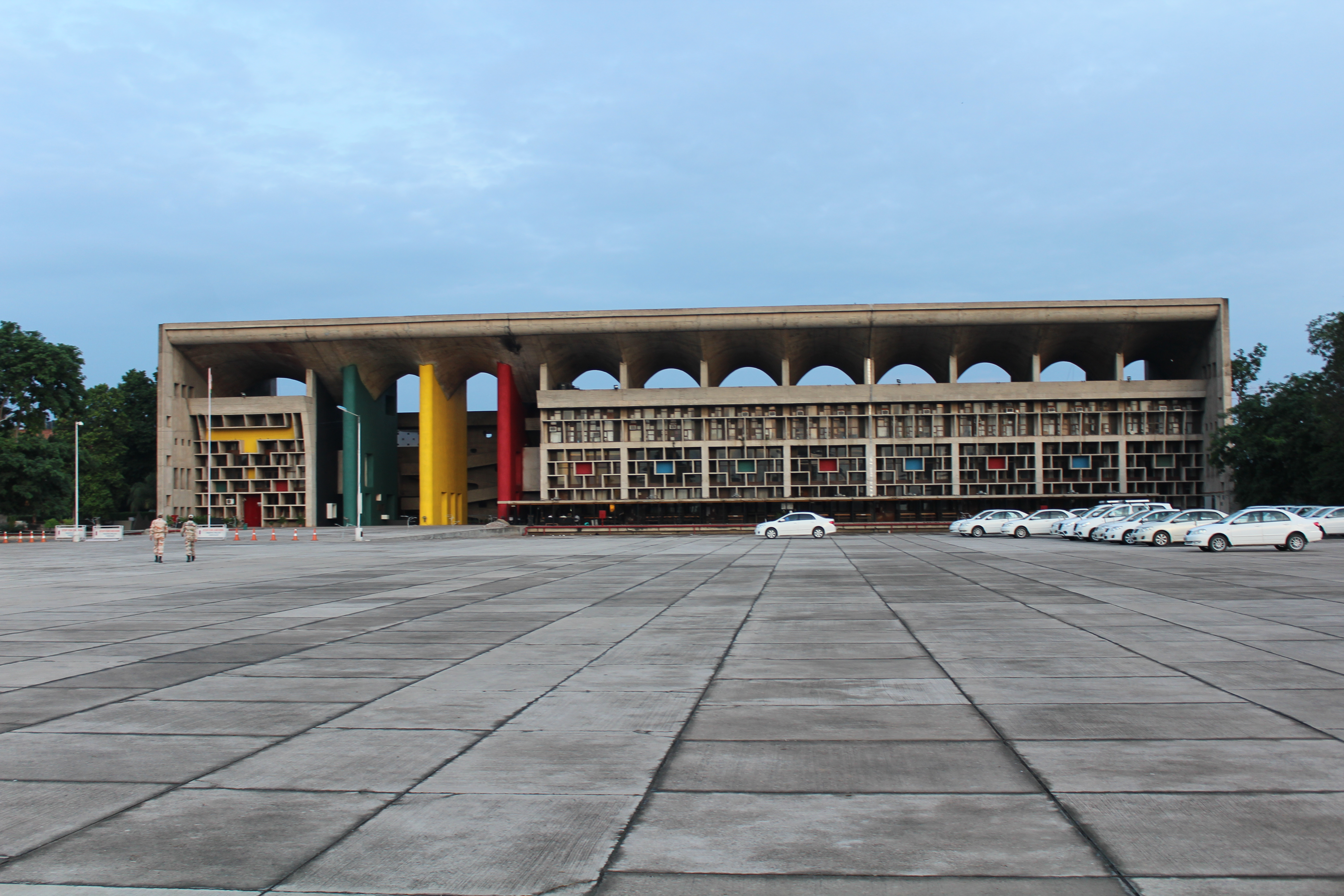
Дворец правосудия
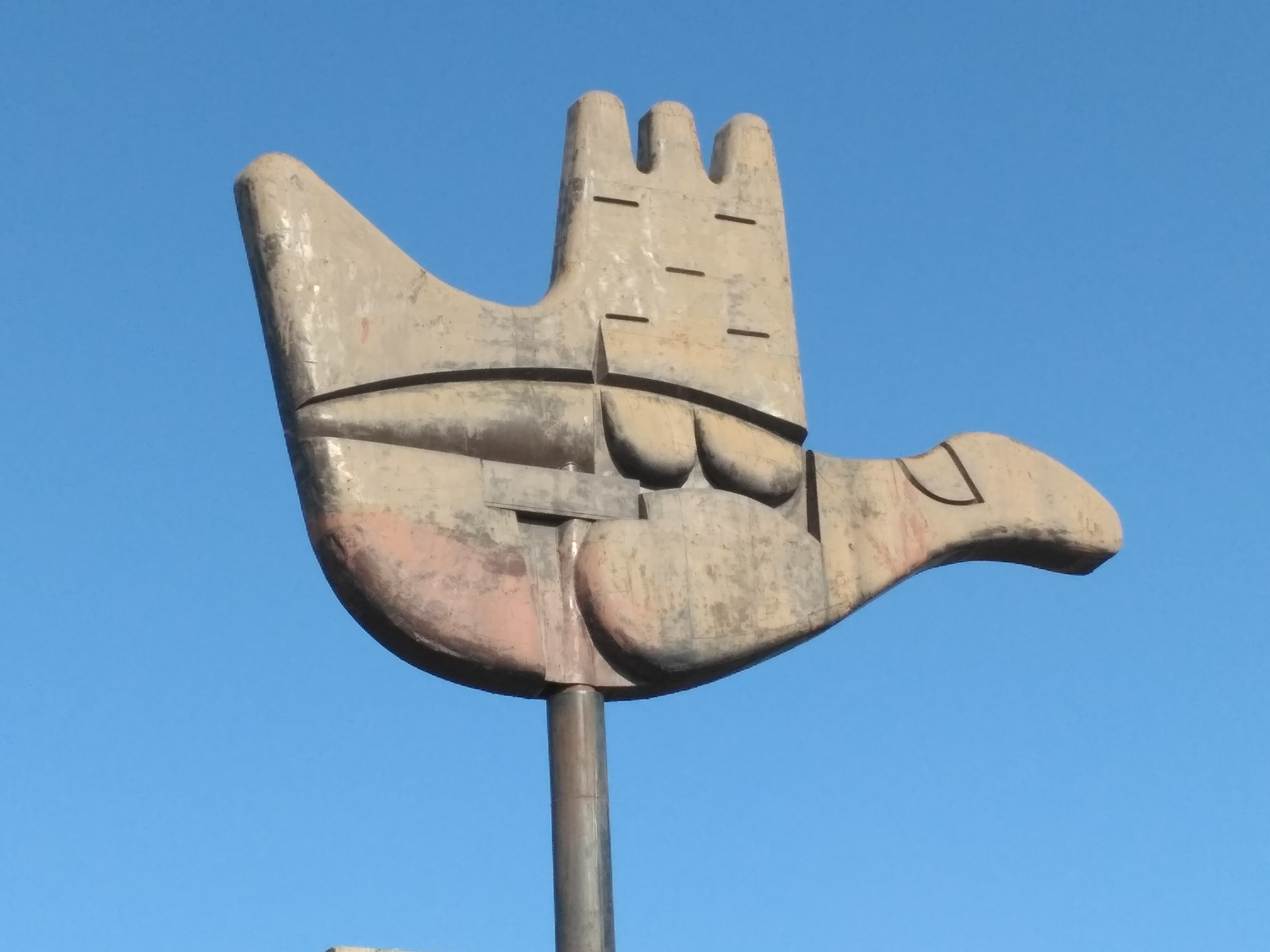
Скульптура Раскрытой ладони